# 장상유
문헌황후(文獻皇后, 5세기 ~ 471년)은 중국 남북조시대 소량의 초대 황제인 양무제의 모후이자 문제 소순지의 황후이다. 본명은 장상유(張尚柔)이다.
범양군(范陽郡) 방성현(方城縣) 출신으로 서진의 사공을 지낸 장화의 잉손녀이고 조부는 복양태수(濮陽太守) 장차혜(張次惠), 부친은 교주자사(交州刺史) 장목지(長穆之), 계모는 소씨(蕭氏)인데 부군인 소순지의 종고모이다. 또한 사촌 동생은 조양현민후(洮陽縣愍侯) 장홍책(張弘策)이다.
장상유 본인의 행적은 자세히 전해지지 않으나 유송 원가(元嘉) 연간에 소순지와 혼인하여 장사선무왕, 영양소왕(永陽昭王), 양무제, 형양선왕(衡陽宣王)을 낳았고 471년 사망하였다.
502년, 소연이 소량을 건국하자 장상유는 문헌황후(文獻皇后)로 추존되었다.

## 계보

### 선조
- 잉조부: 장화
- 증조부: 장정(張貞)
- 조부: 교주자사 장차혜(張次惠)
- 부친: 장목지 - 양무제가 광록대부(光祿大夫)로 추증함.
- 사촌: 조양현민후(洮陽縣愍侯) 장홍책(張弘策)

### 후손
- 부군: 문제(文帝)
- 장남: 장사선무왕
  - 손자: 민제(閔帝)
- 차남: 영양소왕
- 3남: 무제(武帝)
- 4남: 형양선왕

## 참고
- 文獻皇后